# Ералиев, Нурлан
Нурлан Ералиев (24 мая 1985, Кировский район, Таласская область — 16 октября 2023) — киргизский спортсмен, участвовавший в соревнованиях по спортивному и боевому самбо, бронзовый призёр этапа Кубка мира по спортивному самбо 2013 года в Уральске, бронзовый призёр чемпионата Азии по спортивному самбо 2010 года, бронзовый призёр чемпионатов мира по спортивному самбо 2010 и 2011 годов, бронзовый призёр чемпионата Азии по боевому самбо 2013 года, бронзовый призёр чемпионатов мира по боевому самбо 2006 и 2011 годов. Выступал в лёгкой весовой категории (до 62 кг).
Мастер спорта Киргизии. Капитан службы национальной безопасности Кыргызстана. Похоронен в селе Чон-Кара-Буура Айтматовского района Таласской области.